# Corte Suprema de Bután
La Corte Suprema de Bután es el tribunal de mayor rango existente en el Reino de Bután, intérprete y revisor de la Constitución butanesa. Se trata de la máxima autoridad de apelación para examinar las apelaciones contra los fallos, órdenes o decisiones del Tribunal Superior en todos los asuntos y tendrá el poder de revisar sus fallos.

## Conformación
El Presidente de la Corte Suprema, así como los miembros de esta, son nombrados por el Druk Gyalpo ("Rey Dragón"). El Presidente sirve por un período de 5 años, o hasta que alcance la edad de 65 años; mientras que los Drangpons sirven por un período 10 años o hasta los 65 años. A su vez, solamente pueden ocupar el cargo por dos mandatos. Mientras se desempeñan en funciones, se encuentran sujetos a censura y suspensión por parte del Druk Gyalpo por recomendación de la Comisión Judicial Nacional por mala conducta probada que no alcanza el nivel de juicio político.
La Comisión Judicial Nacional está presidida por el presidente de la Corte Suprema e integrada por el Drangpon de mayor rango de la Corte Suprema y el presidente del Comité Legislativo de la Asamblea Nacional.

## Listas de Presidentes
| Presidente | Presidente                                       | Mandato                 | Mandato                 | Mandato          |
| Presidente | Presidente                                       | Inicio                  | Fin                     | Duración         |
| ---------- | ------------------------------------------------ | ----------------------- | ----------------------- | ---------------- |
| 1          | Lyonpo Sonam Tobgye (n. 14 de noviembre de 1949) | 21 de febrero de 2010   | 14 de noviembre de 2014 | 5 años, 10 meses |
| 2          | Dasho Tshering Wangchuck                         | 28 de noviembre de 2014 | En el cargo             | En el cargo      |